# Antoine Dufour (homme politique)
Pour les articles homonymes, voir Antoine Dufour.
Antoine Dufour (Pierre Antoine Charles Joseph Dufour), né le 12 juillet 1808 à Moûtiers (Savoie), mort le 15 janvier 1885 à Nantes, est un négociant, un avocat et un homme politique français, maire de Nantes de 1866 à 1870.

## Biographie

### Origines et débuts professionnels
Antoine Dufour est le fils de Charles-Marie-Discret Dufour, avocat au Sénat de Savoie, et de Marie Venago.
En 1837, il épouse une Nantaise, Marie-Elisabeth Maës, fille de Pierre-Joseph Maës et d’Elise Haentjens, mais s'installe au Havre où il dirige sa maison de commerce. Il devient vice-président de la Chambre de commerce du Havre en 1852. Il y est aussi juge au Tribunal de commerce.
Il revient ensuite à Nantes pour s'occuper des affaires de la famille Maës.
Dans les années 1850, Antoine Dufour acquiert le château de l'Ermitage à Remouillé (ses initiales sont inscrites sur une pierre).

### Maire de Nantes
Aux élections municipales de juillet 1865, il est candidat sur la liste d'opposition au régime impérial, l'Union libérale, qui rassemble des gens d'horizons divers, notamment Ange Guépin et René Waldeck-Rousseau, mais aussi des orléanistes. Cette liste l’emporte largement, puisque seuls 3 anciens conseillers sont réélus (le maire Ferdinand Favre, Charles Chesneau et Vincent Papin de la Clergerie) ; Antoine Dufour est le dernier élu (4 591 voix contre 8 668 au premier, Louis Babin-Chevaye. Le conseil est installé le 12 octobre, mais Ferdinand Favre reste maire par intérim jusqu’au 24 janvier 1866, date du décret impérial nommant la nouvelle administration municipale avec à sa tête Antoine Dufour. Parmi ses adjoints, on retrouve Charles Chesneau et Vincent de la Clergerie.
Aux élections municipales suivantes, les 7 et 14 août 1870, les républicains, qui ont formé une liste à part, l'emportent contre la liste gouvernementale dont Antoine Dufour a pris la tête. Ni lui, ni ses adjoints ne sont réélus ; comme ils ne souhaitent pas poursuivre leur mandat dans ces conditions, un arrêté préfectoral nomme maire par intérim René Waldeck-Rousseau, élu avec le plus de voix.
Dès lors, Antoine Dufour abandonne la vie politique.
Il décède le 15 janvier 1885 dans son hôtel particulier, situé place Notre-Dame (aujourd'hui place du Sanitat).

## Hommages
La rue Dufour à Nantes, lui rend hommage depuis 1936.